# Carné de Identidad de Residente (China)
El carné de identidad de residente (chino: 居民身份证; pinyin: Jūmín Shēnfènzhèng) es un documento de identidad oficial para la identificación personal en la República Popular China. Según el capítulo segundo, cláusula décima de la Ley del Documento de Identidad de Residente, los residentes deben solicitarlo en la Oficina de Seguridad Pública local, las suboficinas o las comisarías ejecutivas locales.

## Historia

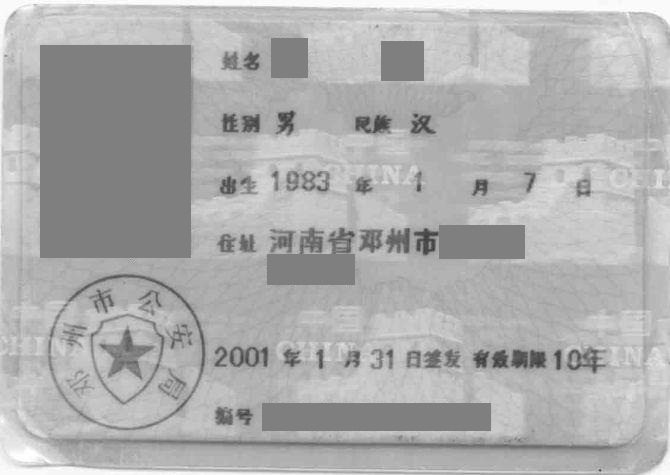
Carné de identidad de residente de primera generación.

Antes de 1984, los ciudadanos de la República Popular China no estaban obligados a obtener o llevar una identificación en público. El 6 de abril de 1984, el Consejo de Estado de la República Popular China aprobó la Ley Provisional de Tarjetas de Identidad (en chino: 中华人民共和国居民身份证试行条例), iniciando el proceso de introducción gradual de la identificación personal, siguiendo los pasos de muchos países desarrollados de la época. La primera generación de carnés de identidad eran tarjetas de una sola página fabricadas con película de poliéster. Entre 1984 y 1991, se realizaron pruebas del nuevo sistema de carnés de identidad en Pekín, Shanghai y Tianjin. Shan Xiurong (单秀荣), intérprete de ópera y soprano china de Pekín, fue la primera persona en recibir un documento de identidad de primera generación en China.
El 6 de septiembre de 1985, el Comité Permanente de la XII Asamblea Popular Nacional aprobó el Proyecto de Ley de Tarjetas de Identidad de la República Popular China, que regulaba que todos los ciudadanos mayores de 16 años solicitaran tarjetas de identificación. En ese momento, el Ministerio de Seguridad Pública de la República Popular China creó una autoridad unificada responsable de la expedición y gestión de los carnés de identidad. A partir de 2003, se informa de que se han creado en China un total de 1.140 millones de carnés de identidad, para un total de 960.000.000 de titulares. Sin embargo, como consecuencia del desarrollo tecnológico y de ciertas técnicas puestas a disposición de la población civil, las tarjetas existentes se volvieron relativamente más fáciles de falsificar, abriendo la creciente amenaza de las identificaciones falsas.
El 1 de junio de 2003, la Asamblea Popular Nacional aprobó la nueva Ley del Carné de Identidad de Residente, que ampliaba el alcance de los documentos expedidos y permitía a los soldados del Ejército Popular de Liberación y a los miembros de la Policía Armada Popular solicitar carnés de identidad especiales. También se permitía a los menores de 16 años solicitar voluntariamente un documento de identidad. La ley también estableció el uso de tarjetas más nuevas, de segunda generación, legibles por máquina y más difíciles de falsificar.

## Contenidos

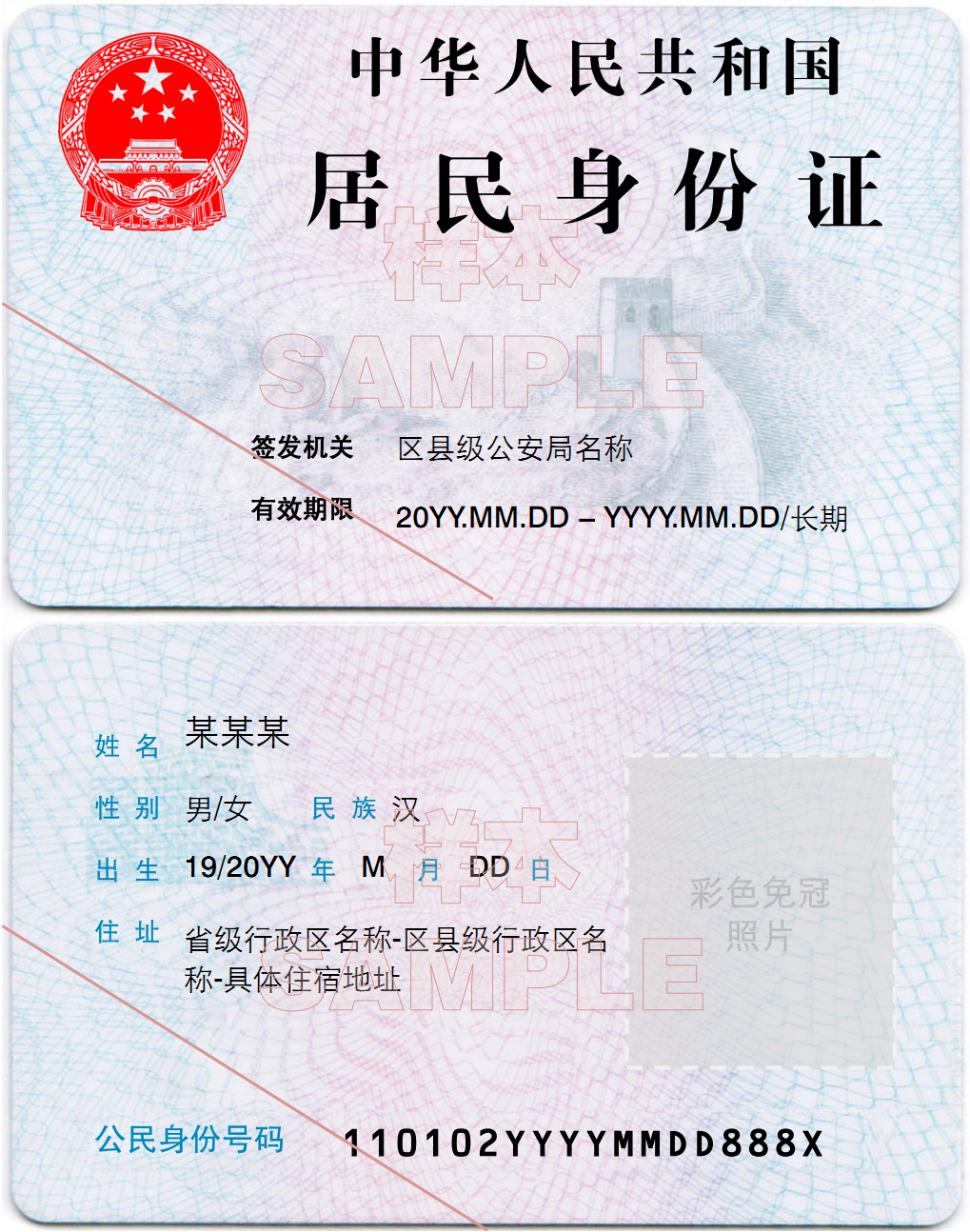
Muestra de una tarjeta de segunda generación, con los datos personales en ambas caras.

### Características adicionales en zonas de minorías étnicas
En las regiones de minorías étnicas de China, los documentos de identidad llevan el texto correspondiente en la lengua de la minoría respectiva, tanto en los de primera como en los de segunda generación. Por ejemplo, los carnés firmados y expedidos oficialmente en Guangxi contienen todos el texto correspondiente en zhuang, además de caracteres chinos. Según la cuarta cláusula de la Ley del Carné de Identidad de Residente, "en función de la situación de facto en los órganos de autogobierno dentro de las regiones étnicas autónomas, el contenido del carné de identidad de residente puede, junto a los caracteres chinos, decidirse para incluir el texto del grupo étnico que ejerce la autonomía regional o la elección de un texto genérico local". Esta ley permite que los documentos de identidad de residentes de las regiones designadas como minorías étnicas tengan un texto bilingüe y, dependiendo de la región, los documentos pueden contener un texto en zhuang, uigur, yi, tibetano, mongol o coreano.
Los residentes de minorías étnicas representadas por la región autónoma local pueden solicitar que en sus documentos de identidad aparezca una lengua adicional de la minoría étnica, mientras que en los documentos de los chinos han y otros residentes étnicos sólo aparecen caracteres chinos. Las minorías étnicas de las regiones autónomas que las representan pueden tener su nombre personal en su lengua materna y en caracteres chinos; Por ejemplo, en la región autónoma uigur de Xinjiang, en el carné de un uigur puede figurar el nombre del titular como " 纳斯尔丁·阿凡提 نەسىرىدىن ئەپەندى" (Effendi Nasreddin), Sin embargo, los kazajos y los xibes que viven en Xinjiang sólo pueden tener sus nombres escritos en chino. La siguiente tabla muestra las lenguas utilizadas en los documentos de identidad de las regiones minoritarias:
| Español                          | Simplified Chinese (ROM: Pinyin)     | Zhuang                   | Tibetan (ROM: Wylie)                                    | Mongol                                                                                   | Uyghur (ROM: ULY)    | Nuosu (ROM: Yi pinyin)                          | Korean (ROM: McCune–Reischauer)           |
| -------------------------------- | ------------------------------------ | ------------------------ | ------------------------------------------------------- | ---------------------------------------------------------------------------------------- | -------------------- | ----------------------------------------------- | ----------------------------------------- |
| Nombre                           | 姓名 (xìngmíng)                      | SINGQMINGZ               | རུས་མིང་། (rus ming)                                      | ᠣᠪᠣᠭ ᠨᠡᠷ᠎ᠡ (oboɣ ner-e)                                                                   | (nami)               | ꑫꂓ (xyt hmi)                                  | 이름 (irŭm)                               |
| Género                           | 性别 (xìngbié)                       | SINGQBIED                | ཕོ་མོ། (pho mo)                                           | ᠴᠢᠨᠠᠷ ᠤᠨ ᠢᠯᠭᠠᠯ (činar-un ilɣal)                                                          | (jinsi)              | ꌺꅪ (sse hni)                                  | 성별 (sŏngbyŏl)                           |
| Etnia                            | 民族 (mínzú)                         | MINZCUZ                  | མི་རིགས། (mi rigs)                                        | ᠦᠨᠳᠦᠰᠦᠲᠡᠨ (ündüsüten)                                                                    | (milliti)            | ꊿꋅ (co cux)                                   | 민족 (minjok)                             |
| Fecha de nacimiento              | 出生 (chūshēng)                      | SENG                     | སྐྱེས་དུས། (skyes dus)                                      | ᠲᠥᠷᠥᠭᠰᠡᠨ ᠡᠳᠦᠷ (törögsen edür)                                                            | (tughulghan)         | ꒆꄮ (yur te)                                   | 출생 (ch'ulsaeng)                         |
| Año-Mes-Día                      | 年月日 (nián yuè rì)                 | NIENZ NYIED HAUH         | ལོའི་ཟླ་ ཚེ་ས་ ཉིན། (lo'i zla, tshe sa, nyin)                | ᠣᠨ ᠰᠠᠷ᠎ᠠ ᠡᠳᠦᠷ (on, sar-a, edür)                                                           | (yil, ay, kün)       | ꈎ ꆪ ꑍ (kut, help, nyit)                      | 년 월 일 (nyŏn, wŏl, il)                  |
| Domicilio                        | 住址 (zhùzhǐ)                        | DIEGYOUQ                 | སྡོད་གནས། (sdod gnas)                                     | ᠰᠠᠭᠤᠭ᠎ᠠ ᠭᠠᠵᠠᠷ (saɣuɣ-a ɣaǰar)                                                             | (adrési)             | ꀀꅉ (it dde)                                   | 주소 (chuso)                              |
| Número de identidad de residente | 公民身份号码 (gōngmín shēnfèn hàomǎ) | GUNGHMINZ SINHFWN HAUMAJ | སྤྱི་དམངས་ཐོབ་ཐང་ཨང་རྟགས། (spyi dmangs thob thang ang rtags) | ᠢᠷᠭᠡᠨ ᠦ ᠪᠡᠶ᠎ᠡ ᠵᠢᠨ ᠦᠨᠡᠮᠯᠡᠯ ᠦᠨ ᠨᠣᠮᠧᠷ (irgen-ü bey-e ǰin ünemlel-ün nomɛr)                   | (kimlik nomuri)      | ꇬꂱꇭꀧꊫꌐꀕꂷ (go mip gop bo zyp sat sat ma) | 공민신분증번호 (kongmin sinbunjŭng pŏnho) |
| Autoridad expedidora             | 签发机关 (qiānfā jīguān)             | CIEMFAT GIHGVANH         | མཆན་སྤྲོད་ལས་ཁུངས། (mchan sprod las khungs)                 | ᠭᠠᠷ ᠤᠨ ᠦᠰᠦᠭ ᠵᠢᠷᠤᠴᠤ ᠣᠯᠭᠣᠨ ᠥᠭᠬᠦᠭᠰᠡᠨ ᠪᠡᠢᠭᠣᠯᠭ᠎ᠠ (ɣar-un üsüg ǰiruču olɣon ögxügsen beigölɣ-a) | (tarqatqan organ)    | ꇭꀧꊫꌐꃑꅉ (gop bo zyp sat fat dde)           | 발급기관 (palgŭp kikwan)                  |
| Validez                          | 有效期限 (yǒuxiào qīxiàn)            | MIZYAUQ GEIZHANH         | ནུས་ཐོན་ངུས་ཙོད། (nus thon ngus tsod)                       | ᠬᠦᠴᠦᠨ ᠪᠦᠬᠦᠢ ᠬᠤᠭᠤᠴᠠᠭ᠎ᠠ (xüčün büxüi xüɣüčaɣ-a)                                             | (küchke ige mudditi) | ꌬꉆꄮꈉ (ssi hxit te kop)                      | 유효기한 (yuhyo kihan)                    |

## Número de documento de identidad

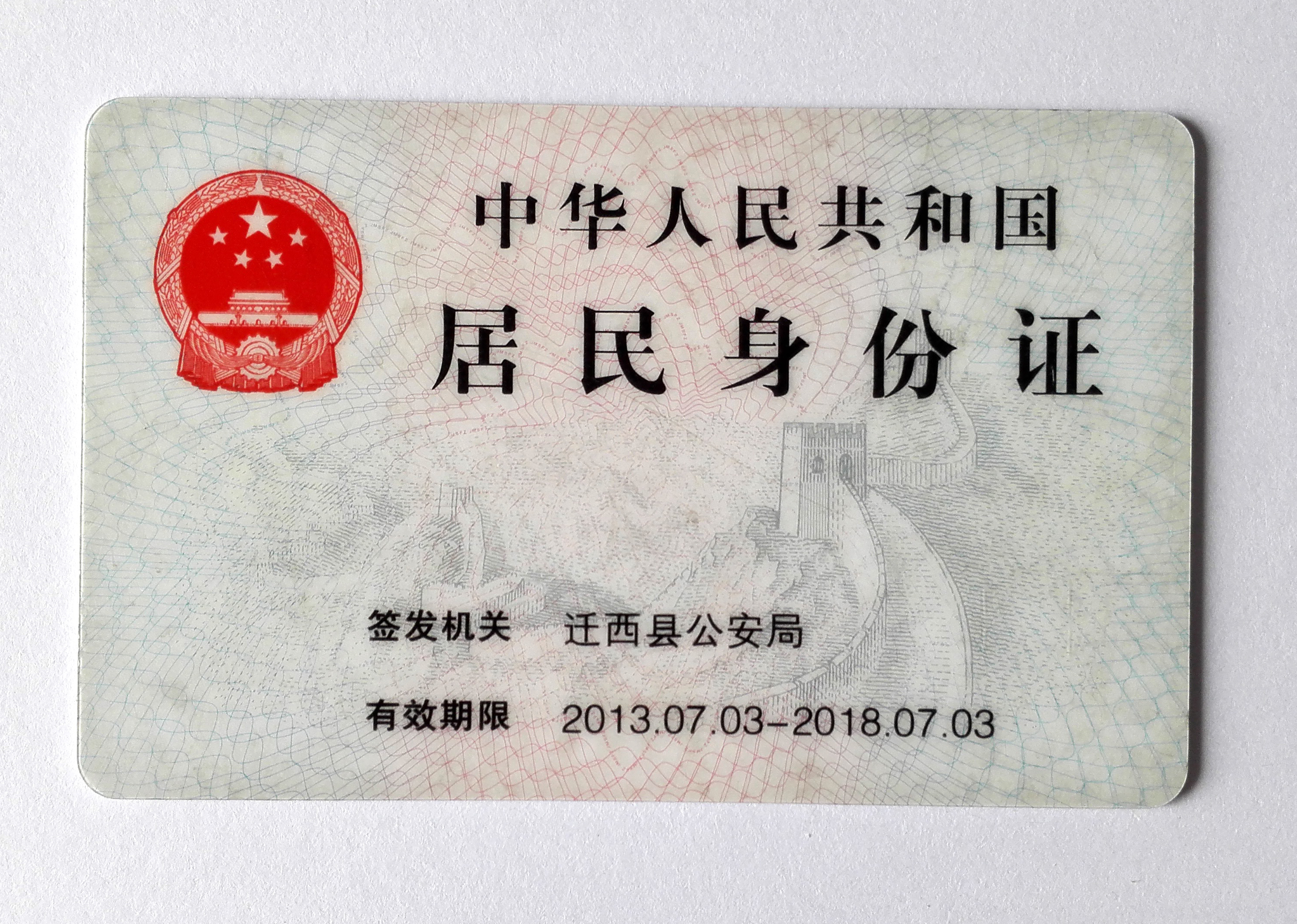
Anverso de un documento de identidad de segunda generación.

Desde el 1 de octubre de 1999, el Consejo de Estado de la RPC aprobó el establecimiento de un sistema de número de identificación del ciudadano, y actualmente consiste en un código de 18 dígitos. Este número tiene una función similar a la del número de la seguridad social en Estados Unidos. Cada ciudadano tiene un número único que permanece invariable durante toda su vida.
| 1                   | 1                   | 0                   | 1                   | 0                   | 2                   | Y                             | Y                             | Y                             | Y                             | M                             | M                             | D                             | D                             | 8               | 8               | 8               | X                    |
| Código de dirección | Código de dirección | Código de dirección | Código de dirección | Código de dirección | Código de dirección | Código de fecha de nacimiento | Código de fecha de nacimiento | Código de fecha de nacimiento | Código de fecha de nacimiento | Código de fecha de nacimiento | Código de fecha de nacimiento | Código de fecha de nacimiento | Código de fecha de nacimiento | Código de orden | Código de orden | Código de orden | Suma de verificación |

- El código de dirección se refiere a la ubicación del residente, donde las divisiones administrativas (incluidas ciudades, banderías y distritos) tienen sus propios códigos específicos. (Por ejemplo, el código del distrito de Xicheng en Pekín es el 110102.) Sin embargo, el cambio de dirección no modifica este código, lo que significa que el código refleja, por tanto, el lugar de nacimiento o el lugar en que se expidió la tarjeta por primera vez (en el caso de las personas nacidas antes de que se introdujera el sistema de tarjeta de identidad de residente).
- Fecha de nacimiento en formato AAAA-MM-DD.
- El código de orden es el código utilizado para desambiguar a las personas con la misma fecha de nacimiento y código de dirección. A los hombres se les asignan números impares, a las mujeres números pares.
- La suma de verificación es el último dígito, que confirma la validez del número de identificación a partir de los 17 primeros dígitos, utilizando la norma ISO 7064:1983, MOD 11-2. La suma de comprobación se obtiene mediante:

1. Marcar el número del documento de identidad de derecha a izquierda {\displaystyle a_{1},a_{2},\cdots ,a_{18}}，{\displaystyle a_{1}} para los códigos de comprobación de paridad;
2. Cálculo del coeficiente de ponderación {\displaystyle W_{i}=2^{i-1}\ {\bmod {\ }}{11}};

| i  | 18 | 17 | 16 | 15 | 14 | 13 | 12 | 11 | 10 | 9 | 8 | 7 | 6  | 5 | 4 | 3 | 2 | 1 |
| -- | -- | -- | -- | -- | -- | -- | -- | -- | -- | - | - | - | -- | - | - | - | - | - |
| Wi | 7  | 9  | 10 | 5  | 8  | 4  | 2  | 1  | 6  | 3 | 7 | 9 | 10 | 5 | 8 | 4 | 2 | 1 |

1. Cálculo de {\displaystyle S=\sum _{i=2}^{18}a_{i}\cdot W_{i}}
2. {\displaystyle a_{1}=(12-(S\ {\bmod {1}}1)){\bmod {1}}1}

Proceso de derivación de sumas de comprobación en Visual Basic
```
Dim
 
a
,
 
w
,
 
s
 
,
id

 
msgbox
 
"This procedure for checking the identity card number and or-bit"
,
vbokonly
+
vbinformation
,
"identity check procedures"

 
id
=
inputbox
(
"Enter the ID number 15 or 18 before the identity card numbers of 17 or"
,
"ID"
,
"11010519491231002"
)

 
if
 
vartype
(
id
)
 
<>
 
0
 
then

'Test the legality of the importation of numbers

  
l
 
=
 
0

  
do
 
until
 
l
 
=
 
1

   
l
 
=
 
1

   
p
 
=
 
""

   
if
 
len
(
id
)
 
<>
 
17
 
then

     
if
 
len
(
id
)
 
<>
 
15
 
then

      
l
 
=
 
0

      
p
 
=
 
"enter the median is not correct, please enter 15 or 17-digit."

     
end
 
if

   
end
 
if

   
for
 
i
 
=
 
1
 
to
 
len
(
id
)

    
a
 
=
 
mid
(
id
,
 
i
,
 
1
)

    
if
 
asc
(
a
)
 
<
 
asc
(
"0"
)
 
or
 
asc
(
a
)
 
>
 
asc
(
"9"
)
 
then

     
l
 
=
 
0

     
p
 
=
 
p
 
&
 
vbCrLf
 
&
 
vbCrLf
 
&
 
"Please enter the number, do not include the characters“"
 
&
 
a
 
&
 
"”。"

     
exit
 
for

    
end
 
if

   
next

   
if
 
l
 
=
 
0
 
then

    
id
 
=
 
inputbox
(
"illegal input"
 
&
 
vbCrLf
  
&
 
vbCrLf
 
&
 
p
,
 
"input error"
,
 
id
)

   
end
 
if

  
loop

'Will be number 15 or 17 places to number

  
if
 
len
(
id
)
 
=
 
15
 
then

   
id
 
=
 
left
(
id
,
 
6
)
 
&
 
"19"
 
&
 
right
(
id
,
 
9
)

  
end
 
if

'Number 17 for the calculation of parity-check codes

  
for
 
i
 
=
 
2
 
to
 
18

   
a
 
=
 
mid
(
id
,
 
19
-
i
,
 
1
)

   
w
 
=
 
2
^
(
i
-
1
)
 
mod
 
11

   
s
 
=
 
a
 
*
 
w
 
+
 
s

  
next

  
s
 
=
 
(
12
 
-
 
(
s
 
mod
 
11
))
 
mod
 
11

  
if
 
s
 
=
 
10
 
then
 
s
 
=
 
"X"

'After checking the number of output

  
inputbox
 
"the identity card number of the parity-check codes for the“"
 
&
 
s
 
&
 
"”"
 
&
 
vbcrlf
 
&
 
vbcrlf
 
&
 
"by checking the ID card numbers are as follows:"
,
 
"Check completed"
,
 
id
 
&
 
s

 
end
 
if

```

Proceso de derivación de sumas de comprobación en JavaScript
```
// Must input 17 bit string of RID from left to right

function
 
calcChecksum
(
rid
)
 
{

    
var
 
workArr
 
=
 
rid
.
split
(
''
).
reverse
();

    
function
 
W
(
i
)
 
{

        
return
 
Math
.
pow
(
2
,
 
i
 
-
 
1
)
 
%
 
11
;

    
}

    
function
 
S
()
 
{

        
var
 
sum
 
=
 
0
;

        
for
 
(
var
 
j
=
0
;
 
j
<
17
;
 
j
++
)
 
{

            
sum
 
+=
 
workArr
[
j
]
 
*
 
W
(
j
 
+
 
2
);

        
}

        
return
 
sum
;

    
}

    
return
 
(
12
 
-
 
(
S
()
 
%
 
11
))
 
%
 
11
;

}

// Test

alert
(
calcChecksum
(
'63280119790817003'
));
 
// will alert 6

```

Proceso de derivación de sumas de comprobación en Ruby
```
str
 
=
 
"34262219840209049"
 
#身份证前17位 first 17 digits of ID number

wi
 
=
 
[
7
,
9
,
10
,
5
,
8
,
4
,
2
,
1
,
6
,
3
,
7
,
9
,
10
,
5
,
8
,
4
,
2
]
 
# Wis

s
 
=
 
0
 
# S in the context

for
 
i
 
in
 
0
..
str
.
length
-
1

n
 
=
 
str
[
i
].
to_i
-
48

s
 
=
 
s
 
+
 
n
 
*
 
wi
[
i
]

end

a1
 
=
 
(
12
 
-
 
s
 
%
 
11
)
 
%
 
11

puts
 
a1
 
# checksum

```

Proceso de derivación de sumas de comprobación en Python
```
>>> 
id_checksum
 
=
 
lambda
 
s
:(
1
 
-
 
2
 
*
 
int
(
s
,
 
13
))
 
%
 
11

>>> 
check
(
'63280119790817003'
)

6L

>>> 
check
(
'34052419800101001'
)

10L # according to the standard, this means 'X'

```

Proceso de derivación de sumas de comprobación en PHP
```
/**

 *身份证验证，传入身份证，返回true即为正确。 ID number validation, pass in ID number, return true if success.

 *只能传入字符串，传入参数必须加引号。 can only pass in strings, parameter should be surrounded by quote marks.

 **/

function
 
check_id_number
(
$id
)

{

    
if
 
(
strlen
(
$id
)
 
!=
 
18
)
 
{

        
return
 
false
;

    
}

    
$temp
 
=
 
(
str_split
(
$id
));

    
$temp
[
17
]
 
==
 
'x'
||
 
$temp
[
17
]
 
==
 
'X'
 
?
 
$check
 
=
 
10
 
:
 
$check
 
=
 
$temp
[
17
];

    
array_pop
(
$temp
);

    
$temp
 
=
 
array_reverse
(
$temp
);

    
$sum
 
=
 
0
;

    
foreach
 
(
$temp
 
as
 
$key
 
=>
 
$value
)
 
{

        
$w
 
=
 
pow
(
2
,
 
$key
+
1
)
 
%
 
11
;

        
$sum
 
+=
 
$value
 
*
 
$w
;

    
}

    
if
 
((
12
 
-
 
$sum
 
%
 
11
)
 
%
 
11
 
!=
 
$check
)
 
{

        
return
 
false
;

    
}

    
return
 
true
;

}

```

Proceso de derivación de sumas de comprobación en R
```
>
 
checkCode

function
(
ID
)
 
{

  
stopifnot
(
length
(
grep
(
'
^
[
0-9
]{
17
}
$
'
,
 
ID
))
 
!=
 
0
)

  
code
 
<-
 
(
12
 
-
 
sum
(
 
(
2
^
(
17
:
1
))
%%
11
 
*
 
as
.
integer
(
strsplit
(
ID
,
 
split
=
NULL
)
1
)
 
))
 
%%
 
11

}

>
 
print
(
checkCode
(
'
34262219840209049
'
))

[
1
]
 
10

```

## Uso de la identificación

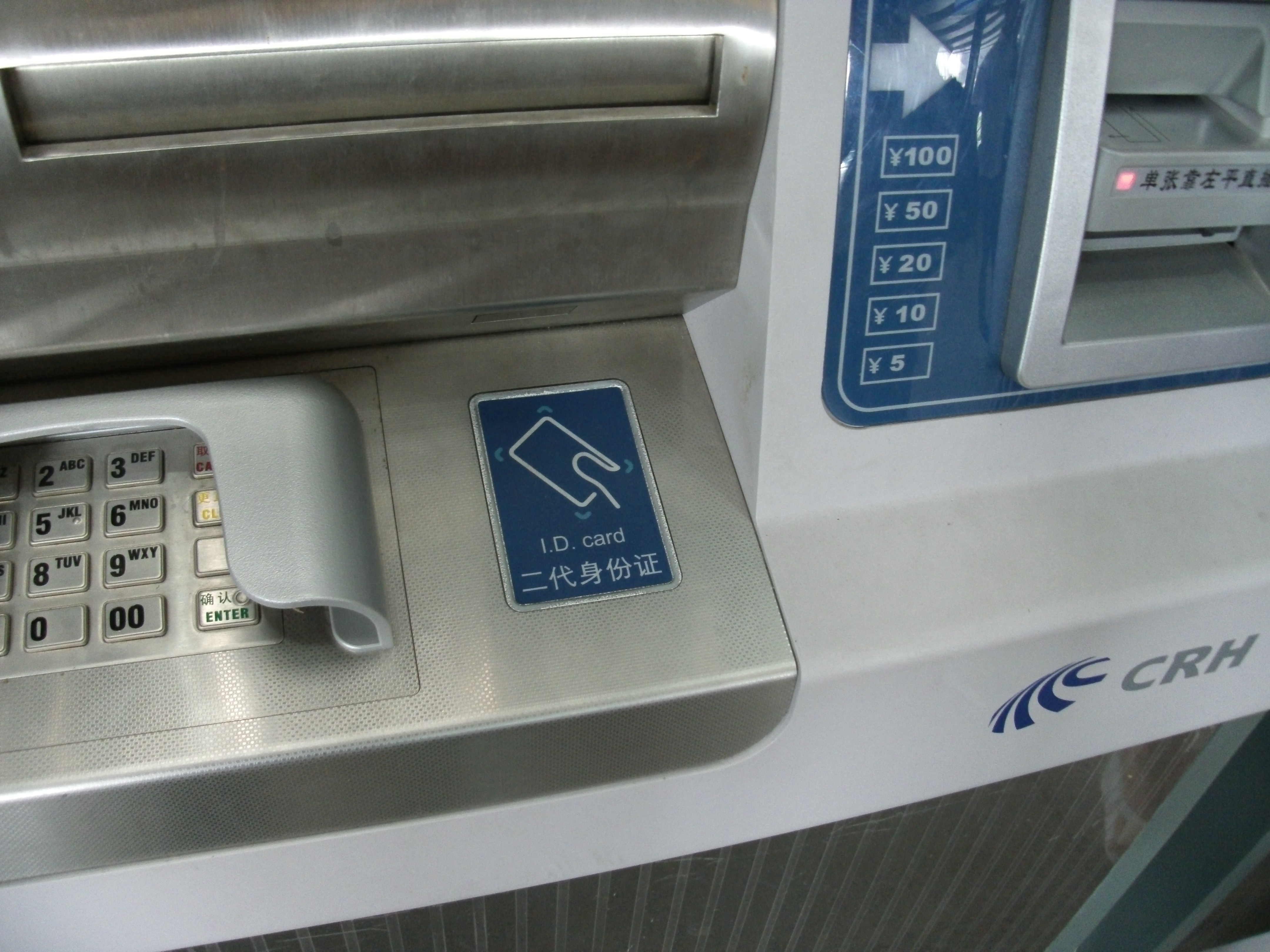
Antes de comprar un billete en una estación de ferrocarril, los ciudadanos deben verificar su identidad pasando su tarjeta de identidad de residente por un lector RFID.

El carné de identidad es el único documento legal aceptable para obtener permisos de residencia o de conducir, abrir cuentas bancarias, registrar números de teléfono móvil, solicitar estudios superiores y técnicos para los ciudadanos de China continental, y es uno de los documentos legales aceptables para comprar billetes de tren y pasar los controles de seguridad de las terminales nacionales de los aeropuertos de China continental. La documentación también es necesaria para matrimonios, registros de hogares y casos legales.
Últimamente, hay más servicios que exigen la exhibición del carné de identidad de residente, como los cibercafés y algunas tiendas.
La policía está obligada a inspeccionar los documentos de identidad cuando:
- Es necesario identificar a los sospechosos de delitos;
- Para inspeccionar a los relacionados con el personal implicado en un incidente;
- En el caso de una emergencia de seguridad grave, y hay un requisito para obtener la identidad de una persona en la escena;
- Si la ley así lo exige durante un caso.

## Medidas contra la falsificación

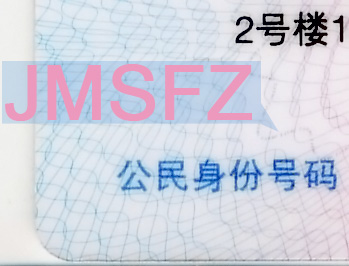
Texto oculto de "JMSFZ" encontrado en la textura de los documentos de identidad de segunda generación.

### Documento de identidad de primera generación
Film plástico de poliéster, que utiliza un logotipo láser antifalsificación.

### Documento de identidad de segunda generación
Los documentos de identidad de segunda generación contienen una tarjeta con chip IC sin contacto, una imagen holográfica direccional de la "Gran Muralla", una película antifalsificación de material compuesto multicapa de poliéster verde (PETG), un almacenamiento óptico variable que contiene el texto "中国CHINA" situado en la tarjeta, y una cadena de microfilm que genera las letras "JMSFZ" (iniciales del pinyin de "Jumin Shenfenzheng"), y un logotipo de la "Gran Muralla" revelado por luz ultravioleta.

### Seguridad y críticas
A diferencia de los documentos de identidad biométricos de los países de la UE, que cumplen las normas de la OACI, el documento de identidad de segunda generación impone tecnologías más antiguas, similares a MIFARE, utilizadas en los sistemas de transporte público, que, a diferencia de sus homólogos que cumplen las normas de la OACI, carecen del cifrado adecuado de los datos personales, como el control de alcoholemia, lo que hace que la información almacenada en el chip sea abiertamente accesible a cualquier lector de documentos de identidad que se encuentre a una distancia lo suficientemente cercana. Curiosamente, el periodo de validez del documento no se registra en el chip IC, por lo que sólo se puede saber la validez del documento examinando físicamente las fechas impresas en el reverso de la tarjeta. Además, como los carnés de identidad carecen de un esquema de numeración diferente al del número de identidad de ciudadano para los nacionales chinos, actualmente no hay forma de dar de baja completamente un carné de identidad extraviado ni siquiera cuando se denuncia la pérdida del carné a la policía. Las características anteriores han hecho que los carnés de identidad sean vulnerables al robo de identidades.